# Titularbistum Avioccala
Avioccala ist ein Titularbistum der römisch-katholischen Kirche.
Es geht zurück auf einen untergegangenen Bischofssitz in der gleichnamigen antiken Stadt Avioccala, die in der römischen Provinz Africa proconsularis (heute nördliches Tunesien) lag. Der Bischofssitz war der Kirchenprovinz Karthago zugeordnet.
| Titularbischöfe von Avioccala |                                    |                                                                                   |                    |                   |
| Nr.                           | Name                               | Amt                                                                               | von                | bis               |
| 1                             | Antonio Kühner y Kühner MCCJ       | Prälat von Tarma (Peru)                                                           | 30. September 1964 | 29. November 1977 |
| 2                             | Hendrik Joseph Alois Bomers CM     | Apostolischer Vikar von Gimma (Äthiopien)                                         | 17. Dezember 1977  | 19. Oktober 1983  |
| 3                             | Robert James Carlson               | Weihbischof in Saint Paul and Minneapolis (USA)                                   | 19. November 1983  | 13. Januar 1994   |
| 4                             | Philip Lasap Za Hawng              | Weihbischof in Myitkyina (Myanmar)                                                | 20. Dezember 1993  | 3. April 1998     |
| 5                             | Lucien Prosper Ernest Fischer CSSp | Apostolischer Vikar von Iles Saint-Pierre et Miquelon (Saint-Pierre und Miquelon) | 17. Februar 2000   |                   |